# Sandra Rosa
Sandra Penno Rosa é uma miss brasileira que ganhou destaque na mídia nacional após ter ficado em segundo lugar no concurso Miss Brasil 1965. Devido a colocação, obteve o título de Miss Brasil Internacional, onde disputou nos Estados Unidos o título internacional.

## Concursos

### Miss São Paulo
Coroada sob vaias, Sandra foi eleita a mais bela paulista no dia 13 de Junho de 1965 representando o "Instituto Caetano de Campos".

### Miss Brasil
Em sua décima segunda edição, o Miss Brasil 1965 promovido pelos Diários Associados realizou-se na noite de 3 de Junho daquele ano marcado por itensas vaias do público, devido à posição da favorita do povo, Miss Mato Grosso Marilena de Oliveira Lima na quarta colocação. Apresentado por Paulo Max e com a presença de vinte e cinco (25) moças, a paulista Sandra Penno Rosa quase venceu a carioca Maria Raquel de Andrade, mas acabou ficando na segunda colocação.

### Miss Beleza Internacional
Acompanhada de sua mãe, Lair Penno Rosa, e da jornalista e relações públicas do Miss Brasil, Maria Fernanda, Sandra fez escalar em Los Angeles e depois foi para a cidade-sede da competição, levando consigo uma obra do pintor Aldemir Martins, intitulada "Cangaceiro" para presentar o prefeito da cidade.  Realizado em Long Beach, nos Estados Unidos no dia 13 de Agosto de 1965, o Miss Beleza Internacional contou com a participação de quarenta e quatro (44) candidatas competindo pelo título. A paulista Sandra Penno Rosa classificou-se entre as quinze finalistas e então foi chamadas entre as cinco finalistas. Por decisão dos jurados, acabou na quinta colocação, dando ao Brasil a segunda classificação seguida entre as cinco finalistas. A vencedora na ocasião foi a alemã Ingrid Finger, devido a sua colocação, Sandra ganhou U$1.000 dólares.